# Contention (médecine)
Pour les articles homonymes, voir Contention.
La contention dans le domaine médical est l’action d’entraver la mobilité d’une personne. Elle reprend un ensemble de dispositifs et de procédés destinés à immobiliser une partie ou la totalité du corps humain.
Utilisée dans plusieurs disciplines médicales et pour différents motifs, elle suscite un questionnement éthique lorsqu’elle porte atteinte à la liberté du patient (avec la camisole de force notamment).

## Emploi de la contention avec le consentement de la personne

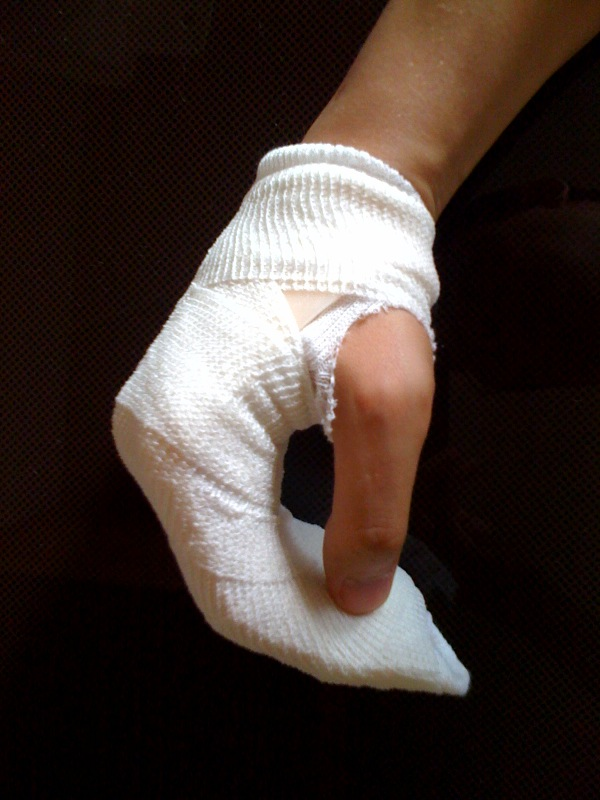
Attelle de la main droite.

Plusieurs types de contention physique doivent être distingués :
- la contention posturale passive : maintenir une partie du corps dans une certaine position (ex. : attelle, plâtre, standing bar, etc.) ;
- la contention posturale active : travail du kinésithérapeute ;
- la contention avec consentement de la personne pour sa sécurité et son confort qui se sent rassurée.

## Emploi de la contention sans le consentement de la personne
L'emploi de la contention sans le consentement de la personne, visant à la priver de sa mobilité, et est une atteinte aux droits fondamentaux de la personne ; elle pose des questions légales, éthiques et déontologiques.

### Contention physique (mécanique)
Plusieurs appareils ou procédés peuvent être utilisés à cet effet. Il peut s’agir d’objets entravant la mobilité (une sangle, un gilet ou tout autre vêtement, des barres de lit, etc.), de la disposition de certains éléments (une tablette placée devant le patient, un fauteuil basculé en arrière, etc.) ou encore de l’immobilisation par un ou plusieurs professionnel.

### Contention architecturale (isolement, enfermement)
La contention architecturale désigne l’utilisation des locaux afin de réduire la libre mobilité des personnes ; par exemple, le fait d'enfermer la personne dans une pièce, la limitation à un secteur du bâtiment au moyen de bracelets et de portiques électroniques, de portes nécessitant un code, de caméras de surveillance, etc.
Dans la pratique, il est fait mention des « chambres d'isolement » (espaces dédiés à l'enfermement et la contention physique des personnes) et des « services hospitaliers fermés » (services hospitaliers où les personnes sont enfermées sans possibilité de sortir).

### Contention chimique (pharmacologique)

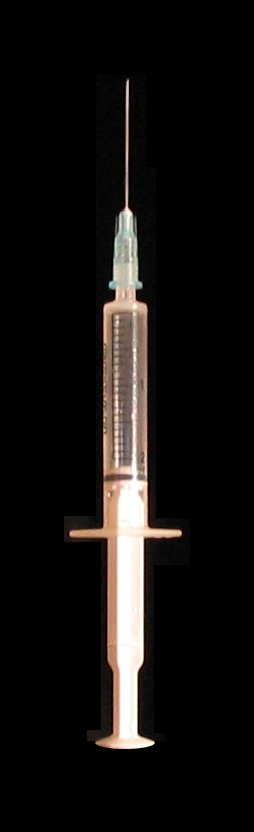
Injection par seringue.

La contention chimique consiste à réduire la mobilité du patient en lui administrant des traitements sédatifs (tranquillisant, antipsychotique).
Ils peuvent être administrés en cas d’urgence sous forme d’injection ou par voie orale. Leur usage est régulièrement contraire au principe de consentement libre et éclairé, tel que décrit par les droits humains,, la déontologie médicale, ou l'article L. 1111-4 du Code de la Santé Publique.

## Domaines médicaux concernés
Les mesures de contention posturales avec le consentement de la personne peuvent toucher l'ensemble des services médicaux, notamment l’orthopédie et la kinésithérapie.
Les mesures de contention sans le consentement de la personne sont employées dans les services d'urgence ou dans les services où les personnes sont enfermées contre leur gré pour des raisons légales basées sur la capacité liée l'âge (pédiatrie, pédopsychiatrie), les mesures d'internement (psychiatrie), ou illégales liées à la vulnérabilité des personnes concernées (psychiatrie, gériatrie). Il peut donc s'agir des services hospitaliers pédiatriques, psychiatriques ou gériatriques, mais aussi des lieux de vie comme les maisons de retraite ou les EHPAD.

## Motifs invoqués

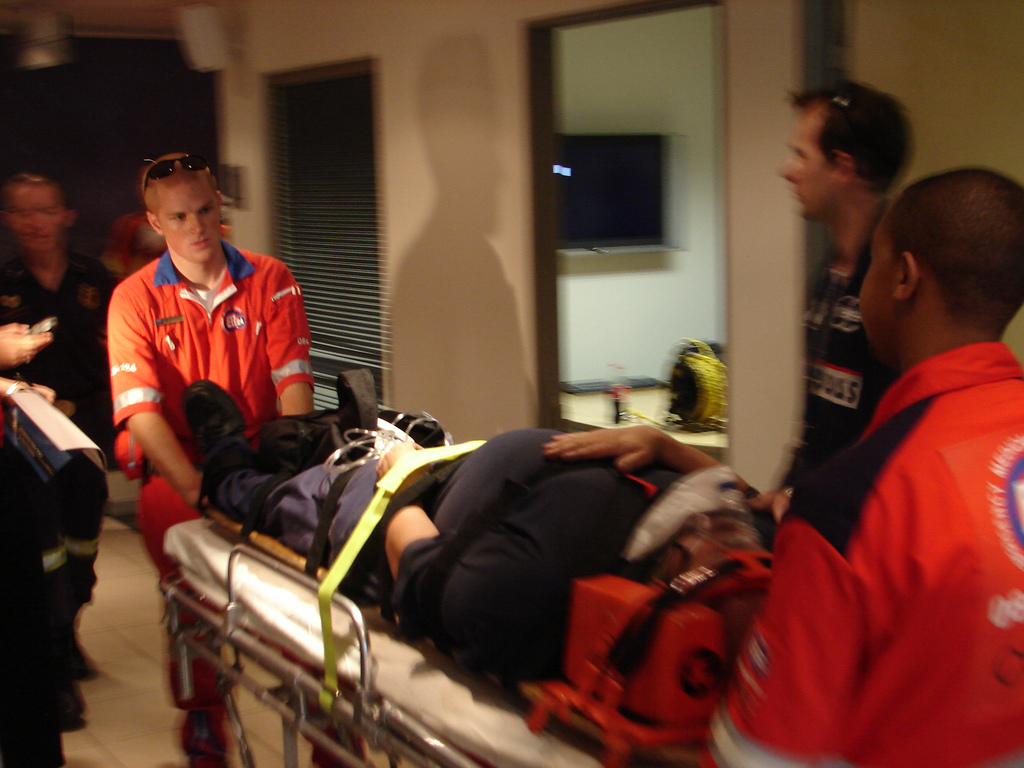
Patient immobilisé.

### Contention posturale passive: visée thérapeutique
C’est le cas en orthopédie où la contention physique est nécessaire à l’immobilisation d’une partie du corps (attelle, plâtre, etc.), mais aussi dans des situations d’urgence pour le maintien en place de matériel médical (sonde, cathéter, pansement, etc.).

### Contention posturale active: visée rééducative
Le but est de rétablir la fonctionnalité d’un membre ou d’une partie du corps. La contention active et la contention posturale en kinésithérapie et en orthopédie en sont les principaux exemples.

### Contention sans le consentement de la personne: raisons dites «de sécurité»
En pédiatrie, pour maintenir ou contrôler des personnes mineurs reconnues incapables du fait de leur âge ou de leurs réactions ou choix.
En gériatrie, pour maintenir ou contrôler des personnes vulnérables du fait de problèmes neurologiques, des personnes devant subir des choix que d'autres ont fait pour elles, ou des personnes à fort risque de chute.
En psychiatrie pour assurer le maintien à l'hôpital des personnes faisant l'objet d'une mesure d'enfermement hospitalier.

## Conséquences négatives
En psychiatrie, la sécurité clinique de l'emploi de la contention physique n'est pas établie. Il est en effet fait mention de nombreux effets indésirables dont certains potentiellement mortels, sans effet bénéfique ou thérapeutique retrouvé.
La contention chimique expose aux effets indésirables des traitements sédatifs, dont plusieurs mortels.
La contention architecturale des services fermés est associée à un plus fort risque de fugue et de tentatives de suicide que les mêmes services ouverts.

## Éthique et législation
Quand elle est employée, la contention pose des questions éthiques de par son emploi contraire aux données scientifiques et au détriment de la personne contenue. Ces questions éthiques restent cependant subsidiaires des questions sur sa légalité.

Au niveau national, la loi du 26 janvier 2016, dite de « modernisation de notre système de santé », est la première à légiférer sur l'emploi de la contention :
« L'isolement et la contention sont des pratiques de dernier recours. Il ne peut y être procédé que pour prévenir un dommage immédiat ou imminent pour le patient ou autrui, sur décision d'un psychiatre, prise pour une durée limitée. Leur mise en œuvre doit faire l'objet d'une surveillance stricte confiée par l'établissement à des professionnels de santé désignés à cette fin ».
L'emploi dans la loi du « dernier recours » maintient cependant un flou sur la possibilité de son emploi. En effet, chaque service de psychiatrie est responsable de son organisation et certains services ont modifié leur organisation et n'ont plus recours à la contention physique ou chimique. Dès lors, il apparaît de la responsabilité de chaque service de justifier du « dernier recours ». Aucune jurisprudence n'existe à ce jour pour clarifier l'esprit de la loi.

Au niveau international, l'emploi de la contention en psychiatrie est contraire aux droits humains et notamment à l'article 14 de la Convention relative aux droits des personnes handicapées. Le Conseil des droits de l'homme de l’Organisation des Nations unies fait en effet état que : 
« Le traitement forcé et d’autres pratiques préjudiciables, telles que la mise à l’isolement, la stérilisation forcée, l’utilisation de moyens de contention, la médication forcée et la surmédication (y compris toute médication administrée sous des prétextes fallacieux et sans informer des risques) constituent non seulement une violation du droit au consentement libre et éclairé, mais aussi une forme de mauvais traitements, voire de torture. »
En 2010, la France a ratifié la Convention relative aux droits des personnes handicapées en intégralité avec son protocole additionnel. Si cette convention prime sur le lois nationales, la légalité de l'emploi de la contention en psychiatrie en France reste dans un flou juridique.
En France, l'emploi de la contention en dehors de la situation des personnes faisant l'objet d'une mesure de soins psychiatriques sans consentement n'est pas autorisé par la loi.